# Патохистолошка класификација карцинома плућа
Патохистолошка класификација карцинома плућа дата на овој страници сачињена је према препорукама Светске здравствене организације из 2004. године. Већ неколико деценија, уназад, рак плућа најчешћи је узрок обољевања и умирања од злоћудних (малигних) тумора на глобалном нивоу. Код мушкараца у широм света он је и даљи најчешћи карцином, а код жена четврти најчешћи злоћудни тумор и други најчешћи узрок смрти од малигнитета. 
Како је циљ дијагностичких поступака потврда не само дијагнозе болести, већ и ближе одређивање типа карцинома, прецизна процена раширености болести и процена општег стања, у томе се и огледа значај Патохистолошке класификације карцинома плућа.

## Класификација
По интернационалним стандардима за хистолошку класификацију карцинома плућа Светске здравствене организације постоје неколико основних патохистолошка типова карцинома плућа, који заједно чине око 90% свих малигних неоплазми плућа:
- Сквамоцелуларни карцином плућа
- Аденокарцином плућа
- Аденосквамозни карцином плућа
- Макроцелуларни или крупноћелијски карцином плућа,
- Микроцелуларни или ситноћелијски карцином плућа.
- Карционоидни тумор плућа
- Карциноми пљувачних жлезда
- Премалигна лезија плућа

Најчешћи ретки облици примарног карцинома плућа су: карциноид, аденосквамозни карцином, карцином пљувачних жлезда и премалигне лезије плућа 
Ови типови карцинома плућа могу бити додатно подељени у специфицираније субтипова, базирано на основу начина туморског раста и инвазије, што је и приказано у овој табели:
| Тип карцинома                                                                      | Варијанте |
| ---------------------------------------------------------------------------------- | --- |
| Сквамоцелуларни карцином плућа                                                     | - Ситноћелијски - Светлоћелијски - Папиларни - Базалоидни |
| Микроцелуларни карцином плућа (ситноћелијски са неуроендокриниом диференцијацијом) | - Комбинован са крупноћелијским карцином (најчешће са слабо диферентованим сквамоцелуалрним карциномом)                                                        |
| Аденкарцином плућа                                                                 | - Мешовит - Ацинарни - Папиларни - Бронхиолоалвеоларни (немуцинозни, муцинозни) - Мешовити, немуцинозни и муцинозни или недетерминисани - Солидни              |
| Крупноћелијски карцином плућа                                                      | - Неуроендокрини тип - Комбинован и са другим крупноћелијским карциномима - Базалоидни - Лимфоепителиому сличан - Светлоћелијски тип - Са рабдоидним фенотипом |
| Аденосквамозни карцином плућа                                                      | - Плеоморфни - Вретенастоћелијски - гигантоцелуларни - Карциносарком - Плућни бластом                                                                          |
| Карциноидни тумори плућа                                                           | - Типични - Атипични |
| Карциноми пљувачних жлезда                                                         | - Муко-епидермоидни - Аденоид-цистични - Епитхелијално-миоепителијални                                                                                         |
| Премалигне лезије плућа                                                            | - Дисплазија епитела и интраепителијална карцином („ин ситу”) - Атипична аденоматозна хиперплазија - Дифузна идиопатска плућна неуроендокрини хиперплазија     |

Патохистолошка  класификација тумора плућа претрпела је у последњих неколико година значајне измене, али је у току и њено даље усавршавање обзиром на велику хетерогеност тумора.